# 앤더슨땃쥐두더지
앤더슨땃쥐두더지(Uropsilus andersoni)는 두더지과에 속하는 포유류의 일종이다. 중국의 고유종이다.